# Araneus loczyanus
Araneus loczyanus este o specie de păianjeni din genul Araneus, familia Araneidae. A fost descrisă pentru prima dată de Lendl, 1898.
Este endemică în Hong Kong. Conform Catalogue of Life specia Araneus loczyanus nu are subspecii cunoscute.